# Orbán Éva
Orbán Éva (Pápa, 1984. november 29. –) magyar kalapácsvető.

## Pályafutása
1998-ban és 1999-ben a Pápai SE versenyzőjeként a korosztálya országos bajnokságán nyert ezüstérmet diszkoszvetésben és kalapácsvetésben. Az 1999-es serdülő-világbajnokságon kalapácsvetésben kiesett a selejtezőben. 2000-ben a felnőtt országos bajnokságon már a Veszprémi EDAC színeiben hatodik volt kalapácsvetésben. Az ifi ob-t 2000-ben megnyerte, 2001-ben második volt. A 2001-es ifjúsági Eb-n 11. lett. 2002-ben ismét hatodik volt az ob-n. A junior ob-n második volt diszkosszal. A kingstoni junior vb-n kiesett a selejtezőben. 2003-ban negyedik lett a felnőtt, első a junior bajnokságon. A tamperei junior Eb-n hatodik helyezést ért el. A 2004-es ob-n negyedik az utánpótlás bajnokságon első volt. Júliusban dobott utánpótlás magyar csúcsával teljesítette az olimpiai kvalifikációs A-szintet. Az olimpián 24. lett.
2005-ben megnyerte a felnőtt és az utánpótlás magyar bajnokságot. A világbajnokságon nem jutott a döntőbe, 21. volt. Az erfurti utánpótlás Eb-n 11. volt. 2006-ban megvédte hazai felnőtt elsőségét. A göteborgi Eb-n kiesett a selejtezőben, huszonötödikként zárt. Tanulmányait az Egyesült Államokban folytatta. Az universiadén tizenkettedik lett. 2008 márciusában teljesítette az olimpiai induláshoz szükséges szintet. 2008 és 2010 között ismét magyar bajnok volt. A pekingi olimpián 34. lett. A 2009-es vb-n 14. helyezett volt. A 2010-es Eb-n 12. lett. Az éves világranglistán 30. helyen végzett. 2011 júniusában olimpiai B-szintet dobott, augusztusban 71,33 méteres országos csúccsal második lett az universiaden. A 2011-es atlétikai világbajnokságon a selejtezőben 68,89 méterrel 13. lett. A döntőről három centivel maradt le. A 2012-es Európa-bajnokságon nyolcadik helyen került a döntőbe, ahol hetedik lett. A 2012-es londoni olimpián a 17. helyen végzett, így nem jutott a legjobb tizenkettőt felvonultató döntőbe.
2013 májusában Pekingben 73,00, egy hét múlva Halléban 73,44 méterrel új magyar rekordot ért el. A világbajnokságon 11. helyen jutott a döntőbe, ahol a nyolcadik helyen végzett. A 2014-es téli dobó Európa-kupán második lett. Az Európa-bajnokságon a döntőben nem volt érvényes kísérlete. A 2015-ös atlétikai világbajnokságon 28. helyen kiesett a selejtezőben. A 2016-os atlétikai Európa-bajnokságon 18. lett. 2021 áprilisában bejelentette a visszavonulását.

## Díjai, elismerései
- Az év magyar atlétája (2011, 2012, 2013)